# Монјумент Хилс (Калифорнија)
Монјумент Хилс (енгл. Monument Hills) насељено је место без административног статуса у америчкој савезној држави Калифорнија.

## Демографија
По попису из 2010. године број становника је 1.542.
| Група             | 2000.    | 2010.       |
| Белци             | 0 (0,0%) | 972 (63,0%) |
| Афроамериканци    | 0 (0,0%) | 20 (1,3%)   |
| Азијати           | 0 (0,0%) | 77 (5,0%)   |
| Хиспаноамериканци | 0 (0,0%) | 403 (26,1%) |
| Укупно            | 0        | 1.542       |